# Вексельберг Віктор Феліксович
Ві́ктор Фе́ліксович Ве́ксельберг (*14 квітня 1957, Дрогобич) — російський підприємець українсько-єврейського походження, мільярдер. Голова Ради директорів Об'єднаної компанії «Російський алюміній». Голова Ради директорів російсько-американського СП «Ренова». Колишній голова ради директорів «СУАЛа», колишній голова правління ВАТ «Тюменська Нафтова Компанія», колишній генеральний директор ВАТ «СУАЛ-холдинг», колишній генеральний директор ВАТ «Сибірсько-Уральська Алюмінієва Компанія». Член правління Російського союзу промисловців і підприємців. Дійсний академік Міжнародної академії наук екології і безпеки життєдіяльності.

## Біографія
Віктор Феліксович Вексельберг народився в 1957 році в місті Дрогобич (сучасна Львівська область, Україна). Мати — Морозова Єлена Євтропівна, росіянка. Батько — Вексельберг Фелікс Соломонович, єврей. Навчався в дрогобицькій середній школі № 3. У 1979 році відмінно закінчив факультет автоматизації і обчислювальної техніки Московського інституту інженерів залізничного транспорту (МІІТ) і влаштувався на роботу в лабораторію в Особливому конструкторському бюро з безштангових насосів (ОКБ БН «Коннас»). Наприкінці 1980-х років закінчив аспірантуру при Обчислювальному центрі Академії наук СРСР і очолив лабораторію ОКБ.
У 1990 році Вексельберг став засновником і керівником ряду комерційних структур: НВО «КомВек» (науково-дослідна діяльність), ТОО «Олімп» (народна освіта), ТО фірма «КАМ» (науково-дослідна діяльність). У 1991 році виступив одним із співзасновників компанії «Ренова» (дві третини акцій якої належали НВО «Комвек»).
У 1991 році Вексельберг став першим заступник генерального директора ЗАТ «Ренова». Займав цей пост до 1996 року. У 1996 році брав участь в створенні АТ «Сибірсько-уральська алюмінієва компанія» («СУАЛ»). Був вибраний генеральним директором ВАТ «СУАЛ».
У 1998 році Вексельберг був вибраний заступником голови правління і першим віце-президентом «Тюменської нафтової компанії» (ТНК, згодом стала TNK-British Petroleum). 12 липня 1999 року був вибраний до складу ради директорів ВАТ нафтогазовидобувне підприємство «Ніжневартовськоє». Того ж дня був вибраний до складу ради директорів ВАТ «Самотлорнефтегаз».
14 червня 2000 року підписав лист-поручительство російських підприємців з проханням про зміну запобіжного заходу арештованому бізнесменові Володимиру Гусинському. Всього лист підписали 17 великих підприємців.
10 листопада 2000 року Вексельберг був вибраний до складу Правління Російського союзу промисловців і підприємців (РСПП). У листопаді 2003 року увійшов до бюро правління Російського союзу промисловців і підприємців.
Того ж року Вексельберг очолив Управляючу компанію «СУАЛ-холдинг» (компанія об'єднала підприємства ЗАО «Трастконсалт» і «СУАЛа»), і увійшов до ради директорів ВАТ «ОНАКО». У 2001 році став директором по стратегічному плануванню і корпоративному розвитку ТНК і увійшов до ради директорів ВАТ «Сиданко».
За підсумками 2001 року Вексельберг очолив рейтинг керівників підприємств кольорової металургії, складений діловою газетою «Відомості». У тому ж році Асоціація менеджерів визнала Вексельберга одним з найкращих підприємців і корпоративних менеджерів Росії.
У 2002 році Вексельберг був обраний головою правління ТНК. У тому ж році увійшов до складу ради директорів ВАТ «РУСИА Петролеум».
У січні 2003 року Вексельберг очолив Раду директорів групи «СУАЛ». До групи на той час входило 21 підприємство в 11 регіонах Росії. У травні 2003 року Вексельберг був включений до складу Ради з підприємництва при уряді Росії. Того ж року журнал Forbes включив Вексельберга в список 500 найбагатших людей світу (147 місце, стан на той момент — 2,5 мільярда доларів).
4 лютого 2004 року інтернет-видання «Газета. Ru» повідомило, що за декілька місяців до проведення аукціонних торгів Sotheby сім'я видавців Forbes продала свою колекцію пасхальних яєць роботи Фаберже Вексельбергу. Точна ціна колекції не називалася. За інформацією ж газети «Комерсант», окрім пасхальних яєць Вексельберг придбав ще близько 190 предметів — брошок, табакерок і чорнильних приладів роботи Фаберже.
21 лютого 2005 року Вексельберг вийшов з ради директорів ВАТ «СУАЛ». У компанії це пояснили давнім наміром Вексельберга зняти з себе повноваження по оперативному управлінню і зосередитися на рішенні стратегічних завдань на посту голови ради директорів «СУАЛ» управляючої компанії «СУАЛ-холдинг». У березні 2005 року Forbes оцінив стан Вексельберга в 5 мільярдів доларів (94 місце у світі).
У лютому 2006 року Вексельберг заявив, що у пошуках стратегічного партнера для «СУАЛа» почав переговори з своїм конкурентом — «Російським алюмінієм», що належить Олегу Дерипасці (цими пошуками Вексельберг займався більше чотирьох років, проводячи переговори з світовими лідерами з виробництва алюмінію, зокрема — американською компанією Alcoa і канадським концерном Alcan).
У серпні 2006 року російські ЗМІ повідомили, що «СУАЛ» і «Русал» об'єднуються, причому в злитті може взяти участь швейцарська компанія Glencore. При цьому передбачалося, що Дерипасці дістанеться дві третини в об'єднаній компанії (що дозволить йому перетворити «Русал» на світового лідера галузі); Вексельберг же зможе вивільнити ресурси для проектів в хімії, енергетиці і комунальному господарстві, а також активізації розділення бізнесу з власником Access Industries Леонардом Блаватніком. Сума операції по злиттю складе близько 30 мільярдів доларів. До середини вересня 2006 року сторони ще ніяк не коментували операцію.
27 березня 2007 року «Русал», СУАЛ і Glencore повідомили про завершення об'єднання своїх активів. До складу Об'єднаної компанії «Російський алюміній» (United Company RUSAL) увійшли чотири підприємства зі здобичі бокситів, 10 глиноземних і 14 алюмінієвих заводів, а також 3 фольгопрокатних підприємства. Головою Ради директорів компанії став Вексельберг, а генеральним директором, як і було заплановано, Олександр Булигін, що донині займав пост генерального директора «Русала». До складу Ради директорів компанії увійшли Булигін, Вексельберг, Дерипаска, Блаватнік, Айван Ґлайзенберґ (відділ компанії Glencore), Ендрю Мішельмор (генеральний директор En+), Майкл Носсал (фінансовий директор En+), Володимир Тітков (генеральний директор «En+Сервис»), Дмитро Афанасьєв (голова комітету партнерів адвокатського бюро «Єгоров, Пугинський, Афанасьєв і партнери»), а також два незалежні директори — Найджел Кенні і Філіп Лейдер. Третій незалежний директор мав бути призначений до 1 липня 2007 року.
В середині квітня 2007 року газета «Комерсант» повідомила, що Вексельберг спільно з екс-президентом «СУАЛа» Браяном Гілбертсоном почав новий амбітний проект. За відомостями видання, Вексельберг вирішив стати найбільшим пайовиком інвестиційного фонду Pallinghurst Resources, керованого Гілбертсоном. Ключовим активом фонду є марка Faberge, під якою партнери хочуть випускати ювелірні вироби за участю «АЛРОСА». Взагалі ж «Ренова» зможе продавати під маркою Faberge косметику, одяг, дорогоцінні метали і копії пасхальної колекції Faberge — всього Pallinghurst Resources має право на випуск восьми класів продукції.
19 квітня 2007 року в російській версії журналу Forbes був опублікований рейтинг найбагатших громадян Росії. Згідно з даними журналу, список ста найбагатших росіян очолив губернатор Чукотки Роман Абрамович, чий стан до весни 2007 року досяг 19,2 мільярда доларів. Вексельберг з 10,6 мільярдів доларів зайняв десяте місце.
У червні 2006 р. він придбав «Донецькміськгаз», «Харківміськгаз», «Харківгаз», «Дніпрогаз» і «Криворіжгаз» у російського бізнесмена Михайла Воєводіна. Ім'я Віктора Вексельберга з'явилося у пресі в жовтні 2007 року у зв'язку із справою про вибух побутового газу в Дніпропетровську. Вибух відбувся вранці 13 жовтня 2007 року в будиноку номер 127 по вулиці Мандриківській. Один з під'їздів будинку був повністю зруйнований, три інших сильно постраждали. Пошкодження отримали і близько десятка сусідніх будинків. В результаті вибуху загинуло 23 людини, більше 20 були поранені. За версією МНС України, причиною вибуху стало різке збільшення тиску в газових розподільних мережах, а також їх зношеність. У зв'язку з трагедією компанія «Газекс», підконтрольна Вексельбергу і контролююча АТ «Дніпрогаз», постачальника газу в місті, заявила про готовність виплатити жертвам вибуху по сто тисяч доларів. Проте відповідальності за заподіяне компанія на себе не взяла.
6 квітня 2018 року включений до списку санкцій США в числі 17 урядовців та 7 бізнесменів з Росії.
Вексельберг є членом комісії з федеральної, міжрегіональної і регіональної соціально-економічної політики при голові Ради Федерації РФ. Дійсний академік Міжнародної академії наук екології і безпеки життєдіяльності (МАНЕБ). Входить до складу Координаційної ради металургійного комплексу Мінекономіки Росії.

## Сім'я
Вексельберг одружений; у нього син і дочка.

## Нагороди
19 жовтня 2007 року присуджена нагорода за відродження традицій російської добродійності від Центру Вудро Вільсона «За суспільну діяльність».

## Санкції
Ві́ктор Вексельберг здійснює комерційну діяльність в секторах економіки, що забезпечує істотне джерело доходу для уряду Росії, котрий ініціював військові дії і геноцид цивільного населення в Україні.